# Skaun
Gmina Skaun (norw. Skaun kommune) – norweska gmina leżąca w okręgu Trøndelag. Jej siedzibą jest miasto Børsa.
Skaun jest 319. norweską gminą pod względem powierzchni.

## Demografia
Według danych z roku 2020 gminę zamieszkuje 8367 osób. Gęstość zaludnienia wynosi 39,24 os./km². Pod względem zaludnienia Skaun zajmuje 165. miejsce wśród norweskich gmin.
| ludność stan na 4. kwartał 2020 |         |           |       |
|                                 | kobiety | mężczyźni | razem |
| osób                            | 4094    | 4273      | 8367  |
| %                               | 48,94%  | 51,06%    | 100%  |

| wykształcenie stan na 4. kwartał 2020 |        |         |        |        |
|                                       | podst. | średnie | wyższe | niezn. |
| osób                                  | 1507   | 2774    | 1819   | 12     |
| %                                     | 24,65% | 45,38%  | 29,76% | 0,19%  |

## Edukacja
Według danych z 2020:
- liczba szkół podstawowych (norw. grunnskolar): 6
- liczba uczniów szkół podst.: 1264

## Władze gminy
Według danych na rok 2021 administratorem gminy (norw. rådmann) jest Jan-Yngvar Kiel, natomiast burmistrzem (norw. ordfører, d. borgermester) jest Gunn Iversen Stokke.